# Walter E. Lauer

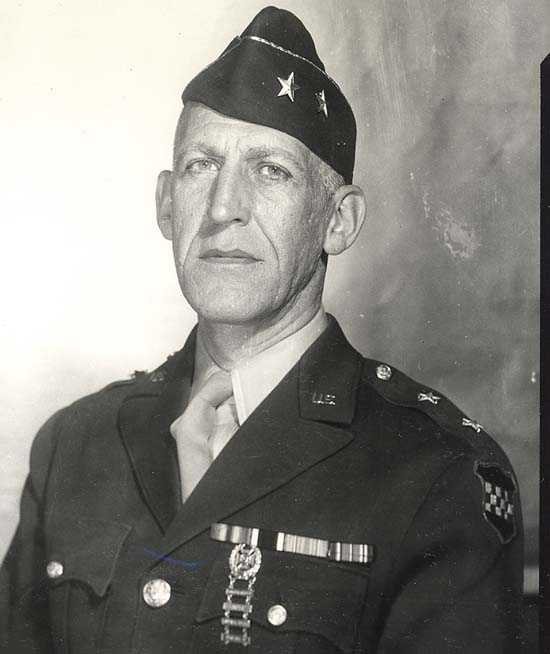
Walter E. Lauer

Walter Ernst Lauer  (* 29. Juni 1893 in Brooklyn, New York; † 13. Oktober 1966 in Monterey, Kalifornien) war ein Generalmajor der United States Army. Er war unter anderem Kommandeur mehrerer Infanteriedivisionen.
Walter Lauer war ein Sohn des deutschen Einwanderers Henry Albert Lauer (1856–1910) und dessen Frau Anna Rehlmeier (1858–1907). Er besuchte die öffentlichen Schulen seiner Heimat und studierte dann an der Cornell University. Im Jahr 1917 gelangte er in das Offizierskorps des US-Heeres, wo er der Infanterie zugeteilt wurde. In der Armee durchlief er anschließend alle Offiziersränge vom Leutnant bis zum Zwei-Sterne-General.
Im Lauf seiner militärischen Karriere absolvierte Lauer verschiedene Kurse und Schulungen. Dazu gehörten unter anderem die School of Small Arms, die U.S. Army Infantry School und das Command and General Staff College.
Im Jahr 1918 gehörte Lauer zur Zeit des Ersten Weltkriegs den American Expeditionary Forces an, mit denen er auf dem europäischen Kriegsschauplatz eingesetzt war. Dabei war er Ausbildungsoffizier beim III. Korps. Die folgenden vier Jahre verblieb er in Europa, wo er den amerikanischen Besatzungstruppen in Deutschland angehörte. Dabei war er unter anderem in Koblenz stationiert.
Im weiteren Verlauf der 1920er und 1930er Jahre absolvierte er den für Offiziere in den entsprechenden Rangstufen üblichen Dienst in unterschiedlichen Einheiten und Standorten. Dazu gehörten auch Aufgaben als Stabsoffizier in verschiedenen Hauptquartieren. In dieser Zeit besuchte er die meisten der oben erwähnten Schulen. In den Jahren 1927 bis 1930 war er Dozent für Militärwissenschaft an der University of Vermont. Danach war er zwischen 1930 und 1935 in Fort Francis Warren, der heutigen Francis E. Warren Air Force Base in Wyoming, stationiert, wo er Stabsoffizier bei der 4. Brigade der 2. Infanteriedivision war. Später war er Dozent am St. Norbert College in De Pere, Wisconsin. Es folgte sein Studium am Command and General Staff College in Fort Leavenworth in Kansas und dann eine Versetzung zum Presidio in San Francisco, wo er dem Stab des 30. Infanterieregiments angehörte.
Daran schloss sich eine Versetzung zum Stab der 3. Infanteriedivision an, dem er bis Januar 1943 als Stabschef angehörte. In diese Zeit fiel der amerikanische Eintritt in den Zweiten Weltkrieg. Seine Division wurde zunächst noch in den Vereinigten Staaten auf einen Kriegseinsatz vorbereitet und nahm dann im November 1942 an der Landung in Nordafrika teil. Anschließend war sie am Afrikafeldzug der Alliierten beteiligt. Anfang Februar 1943 erreichte Walter Lauer mit seiner Beförderung zum Brigadegeneral die Generalsränge. Nach seiner Zeit bei der 3. Infanteriedivision wurde er zum Stab der 93. Infanteriedivision versetzt, die damals zu Zeiten der Rassentrennung auch beim Militär hauptsächlich aus afroamerikanischen Soldaten bestand. Die Division war erst im Mai 1942 reaktiviert worden und befand sich im Jahr 1943 noch nicht im Kriegseinsatz. Stattdessen wurde sie in den Vereinigten Staaten auf einen solchen Einsatz vorbereitet. Als sie Anfang 1944 auf den asiatischen Kriegsschauplatz verlegt wurde, gehörte Walter Lauer nicht mehr deren Stab an.
Im Juli 1943 erhielt Lauer als Nachfolger von Thompson Lawrence das Kommando über die 99. Infanteriedivision. Dieses Kommando hatte er über das europäische Kriegsende hinaus bis zum August 1945 inne. Die Division war zunächst noch in den Vereinigten Staaten zu Ausbildungszwecken stationiert. Ab Ende September 1944 war sie auf dem europäischen Kriegsschauplatz eingesetzt, wo sie am alliierten Vormarsch aus Frankreich in Richtung Deutschland beteiligt war. Sie war an mehreren Gefechten beteiligt, wozu auch die Abwehr der deutschen Ardennenoffensive gehörte. Dabei erlitt die Division hohe Verluste. Im weiteren Verlauf drang die Division weit nach Deutschland vor. Am 8. Mai 1945, dem Tag der deutschen Kapitulation, stand sie bei Landshut in Bayern.
Nach dem Ende seiner Zeit als Kommandeur der 99. Infanteriedivision erhielt Lauer im August 1945 das Kommando über die 66. Infanteriedivision, das er bis zur Auflösung der Division im November 1945 innehatte. Diese Division gehörte zu den Besatzungstruppen in Deutschland und war um Koblenz stationiert, ehe sie über Frankreich in die USA zurückkehrte, wo sie aufgelöst wurde. Schließlich erhielt Lauer noch ein weiteres Kommando, diesmal über die 80. Infanteriedivision, das er in den Monaten November und Dezember 1945 ausübte. Die ebenfalls in Deutschland eingesetzte Division wurde dann vorübergehend deaktiviert. Am 31. März 1946 trat Walter Lauer in den Ruhestand.
Er verbrachte seinen Lebensabend in Monterey in Kalifornien. Der mit Lily Grace (1893–1974) verheiratete Offizier starb am 13. Oktober 1966 in Monterey und wurde auf dem Golden Gate National Cemetery in San Bruno (Kalifornien) beigesetzt.

## Orden und Auszeichnungen
Walter Lauer erhielt im Lauf seiner militärischen Laufbahn unter anderem folgende Auszeichnungen:
- Distinguished Service Cross
- Army Distinguished Service Medal
- Silver Star
- Legion of Merit
- Bronze Star Medal
- World War I Victory Medal
- Army of Occupation of Germany Medal
- American Defense Service Medal
- American Campaign Medal
- European-African-Middle Eastern Campaign Medal
- World War II Victory Medal
- National Defense Service Medal
- Orden der Ehrenlegion (Frankreich)
- Kriegskreuz (Frankreich)
- Orden des Weißen Löwen (Tschechoslowakei)
- Tschechoslowakisches Kriegskreuz 1939 (Tschechoslowakei)
- Purple Heart